# One North LaSalle
One North LaSalle, ook bekend als One North LaSalle Street of het One North LaSalle Building, is een wolkenkrabber in Chicago, Verenigde Staten. De bouw van de kantoortoren, die staat aan 1 North LaSalle Street, begon in 1929 en werd in 1930 voltooid. Op 16 april 1996 werd het gebouw tot een Chicago Landmark benoemd. Op 22 november 1999 werd het toegevoegd aan het National Register of Historic Places.

## Ontwerp
One North LaSalle is 161,55 meter hoog en telt 48 verdiepingen. Het heeft een oppervlakte van 49.015 vierkante meter en is door Vitzhum & Burns ontworpen in art-deco-stijl. Het is bekleed met een kalkstenen gevel.
One North LaSalle bevat ter hoogte van de vijfde verdieping een aantal panelen met reliëf. De panelen beelden de ontdekkingen van René Robert Cavelier de La Salle uit. De lobby, die versierd is met Amerikaanse arends, is door Goettsch Partners gerenoveerd.